# Грюнден, Пер
Пер Грюнден (швед. Per Grundén, полное имя Per Gustaf Grundén; 1922—2011) — шведский оперный певец (тенор).
Значительную часть своей жизни провёл, выступая в Австрии в столичных театрах Венская государственная опера и Венская народная опера.

## Биография
Родился 23 мая 1922 года в Экильстуне.
По окончании школы учился в Стокгольме в Королевской высшей музыкальной школе, где одним из его преподавателей был шотландский оперный певец и педагог по вокалу Джозеф Хислоп.
Как певец Пер Грюнден дебютировал в роли наркоторговца Спортинг Лайфа в «Порги и Бесс» в гётеборгском театре Stora Teatern. Здесь Грюнден оставался до 1949 года, когда продолжил свою творческую деятельность в Стокгольме в театре Oscarsteatern. Также в качестве приглашенного артиста певец выступал в стокгольмской и Королевской опере в лирических теноровых партиях в опере и оперетте. Особого успеха он добился в роли Симона Рымановича в оперетте «Нищий студент».
В 1953 году Грюнден присоединился к труппе Венской государственной оперы, где также выступал в операх и опереттах. Его роли там включали — заглавную партию в «Фра Дьяволо»; партия Париса, сын царя Трои Приама в «Прекрасной Елене» и графа Данило в «Веселой вдове». Также Пер Грюнден выступал и в Венской народной опере. В 1958 году его вклад в венскую музыкальную культура был отмечен Почётным званием оперного исполнителя (Kammersänger). Оставив Венскую народную оперу в 1963 году, он периодически возвращался для выступления в ней в качестве приглашённого певца. Иногда выступал в мюзиклах и ревю.
Свою хорошо принятую роль графа Данило Грюнден играл во многих оперных театрах Германии, включая Гамбург, Мюнхен и Дюссельдорф. В его родной стране он исполнил эту роль в постановке Оперного театра Мальмё под руководством Ингмара Бергмана в 1954 году. С 1967 года Пер Грюнден начал играть хара́ктерные роли, исполнив в этом же году роль Пера Люстига в «Skinnarspelet», которая была написана специально для него сценаристом Руне Линдстрём и композитором Яном Юханссоном. Эту роль Пер Грюнден играл до 1982 года.
В более поздней своей карьере Грюнден снимался в шведских фильмах, в том числе в популярном сериале «Jönssonligan», где он принимал участие в восьми сериях в период с 1981 по 2000 год. В сатирической комедии «Äppelkriget» (1971) он исполнил роль немецкого бизнесмена Жана Фольксвагнера.
Некоторые свои оперные партии Пер Грюнден записал для граммофона на студии звукозаписи Decca Records.
Умер 6 февраля 2011 года в лене Сёдерманланд.